# 靳文謨
靳文謨，直隶开州（ 今天河北省張家口）人，清朝政治人物。进士出身。
康熙十二年（1673年）中式癸丑科三甲進士。康熙二十六年（1687年），擔任清朝廣州府新安縣知縣。后由丁棠發接任。